# Nit de Castells
La Nit de Castells és un esdeveniment organitzat per la revista Castells des del 2007. Reuneix a representants de diferents colles castelleres, institucions, empreses patrocinadores i mitjans de comunicació del món casteller. Durant la cerimònia, entre altres actes, s'entreguen els Premis Castells, els quals són: Trajectòria Castellera, Iniciativa Social, Beca Castells i Ambaixador Castells. Cada any s'entreguen aquests quatre premis a excepció de l'edició del 2007 a Valls, en què encara no s'havia creat el Premi Ambaixador Castells, i de la del 2012 i 2013, en què no es va concedir la Beca Castells degut a reduccions pressupostàries.
La primera edició va tenir lloc a Valls el 2007 i des de llavors, fins a l'any 2012, cada any es va celebrar a una ciutat diferent. Durant aquests anys es va fer a Vilafranca del Penedès (2008), Tarragona (2009), Terrassa (2010), Mataró (2011) i Vic (2012). El 2013 va realitzar-se a Valls per segona vegada, ja com a seu fixa.

## Premis

### I Nit de Castells (2007)
En la primera edició de la Nit de Castells, celebrada a Valls el 14 d'abril de 2007, es va fer la presentació oficial de la campanya per convertir els castells en patrimoni de la humanitat.
- Premi Trajectòria Castellera: Jaume Rosset i Llobet, dels Minyons de Terrassa "per la seva tasca en la seguretat i prevenció de lesions en el món casteller".
- Premi Iniciativa Social: Setmanari El Vallenc, "per la seva campanya a favor del Museu Casteller de Catalunya".
- Beca Castells: Comissió de la candidatura "Castells, Patrimoni de la Humanitat".

### II Nit de Castells (2008)
La segona edició va tenir lloc el 19 d'abril del 2008 a la seu de la Societat La Principal 'El Casal' de Vilafranca del Penedès i va convocar unes 250 persones. Va ser presentat per l'escriptor i periodista gelidenc Jordi Llavina.
- Premi Trajectòria Castellera: Oriol Rossell, fundador dels Castellers de Vilafranca.
- Premi Iniciativa Social: Col·lecció L'aixecador, de temàtica castellera, de l'editorial Cossetània Edicions.
- Ambaixador Castells: Noah Gordon, "per la difusió dels castells en la seva novel·la El celler".[6]
- Beca Castells: Margeners de Guissona i Salats de Súria, les dues noves colles castelleres aparegudes en cinc anys.

### III Nit de Castells (2009)
La tercera edició es va fer a Tarragona. Els premiats van ser:
- Premi Trajectòria Castellera: Pere Català i Roca, "per la seva tasca de documentació del món casteller".
- Premi Iniciativa Social: Guia de castells a les escoles de Tarragona.
- Ambaixador Castells: Institut Ramon Llull.
- Beca Castells: Projecte de documental Quatre d'Onze.

### IV Nit de Castells (2010)
La quarta edició va tenir lloc el 24 d'abril del 2010 al Museu Nacional de la Ciència i la Tècnica de Catalunya de Terrassa. S'hi reuniren unes 300 persones, entre dirigents de colles, representants institucionals, empreses patrocinadores i mitjans de comunicació.
- Premi Trajectòria Castellera: Josep Antoni Falcato, dels Minyons de Terrassa, "per la seva trajectòria i, en tant que membre dels Minyons de Terrassa, haver estat clau en la modernització del fet casteller en els darrers trenta anys".
- Premi Iniciativa Social: Colles castelleres universitàries, "per haver aportat una nova dimensió al fet casteller". Van recollir el premi representants de les cinc colles universitàries llavors actives: els Arreplegats de la Zona Universitària, els Ganàpies de la UAB, els Marracos de la UdL, els Pataquers de la URV i els Xoriguers de la UdG.
- Ambaixador Castells: ex aequo als presidents Jordi Pujol i Pasqual Maragall "pel suport institucional al fet casteller".
- Beca Castells: Projecte dels Margeners de Guissona "per facilitar la integració dels invidents a les colles castelleres". El projecte, anomenat Compartim sensacions, comptà amb el suport de l'ONCE i fou guardonat amb una beca de 3.000 euros.[7]

### V Nit de Castells (2011)
La cinquena edició va tenir lloc el 30 d'abril del 2011 a Mataró, al centre de congressos del TecnoCampus Mataró-Maresme.
- Premi Trajectòria Castellera: Marcel·lí Güixens, "per haver mantingut una presència constant i activa als Nens del Vendrell des del 1946".
- Premi Iniciativa Social: Castellers de Lo Prado, "per l'exportació dels valors dels castells".
- Ambaixador Castells: Centre UNESCO de Catalunya, "per la seva tasca de suport a la candidatura 'Castells, Patrimoni de la Humanitat'".
- Beca Castells: Projecte dels Castellers de Badalona "per la creació i aplicació de la nomenclatura castellera en la llengua de signes catalana". La iniciativa comptà amb la col·laboració de la Llar de Persones Sordes de Badalona, la Federació de Persones Sordes de Catalunya (FESOCA) i Fèlix Martínez, membre sord de la colla badalonina. El projecte va ser guardonat amb una beca de 3.000 euros.[8]

### VI Nit de Castells (2012)
La sisena edició es va fer a Vic, a l'auditori El Sucre, el 13 d'abril de 2012.
- Premi Trajectòria Castellera: Francesc Piñas i Brucart, "per la seva aportació a la castellística moderna en el seu paper pioner de responsable de pinyes i folres i de secretari de la Colla Vella dels Xiquets de Valls".[9]
- Premi Iniciativa Social: Societat Recreativa Bisbalenca, "pel seu impuls i suport entusiasta a la realitat castellera".
- Ambaixador Castells: Josep Maria Espinàs i Massip.

### VII Nit de Castells (2013)
La setena edició de la Nit de Castells, que tingué lloc el 8 de juny del 2013 al Centre Cultural de Valls, va aplegar prop de 260 persones i fou la convocatòria més multitudinària i amb major nombre de colles representades de totes les realitzades fins al moment, amb un total de 53. L'acte va ser presidit per l'alcalde de Valls, Albert Batet, i va comptar amb la presència d'altres representants institucionals i del món casteller. Totes les edicions successives han estat també a Valls com a seu ara definitiva de la Nit de Castells.
- Premi Trajectòria Castellera: Joan Vallès i Figueras, "en reconeixement de les seves vivències, passió i estímuls de més de seixanta anys de vida castellera".
- Premi Iniciativa Social: Xiquets de Hangzhou, "per haver sabut implantar els valors i la cultura castellera a la seva terra".
- Ambaixador Castells: Cerveses Damm, "en reconeixement del decidit suport que realitza al fet casteller des de fa més de quinze anys".

### VIII Nit de Castells (2014)
- Premi Trajectòria Castellera: Quico Pino.
- Premi Iniciativa Social: Aficionats castellers de Llorenç.
- Premi Plaça Castellera: El Catllar.
- Ambaixador Castells: Muixeranga d'Algemesí.
- Premi Colla de la Temporada: Castellers de la Vila de Gràcia.
- Premi Moment Casteller: 3 de 10 amb folre i manilles dels Castellers de Vilafranca.
- Premi L'Aleta: Castellers de Barcelona.
- Premis de Fotografia: Èdgar Sumalla (1r), Èdgar Toldrà (2n), Bernat Almirall (3r), Josep Martí (4t)

### IX Nit de Castells (2015)
- Premi Trajectòria Castellera: Josep Sala i Mañé.
- Premi Iniciativa Social: Base de dades de la Coordinadora de Colles Castelleres de Catalunya i la Colla Jove Xiquets de Tarragona.
- Premi Plaça Castellera: Plaça del Blat de Valls.
- Ambaixador Castells: Òmnium Cultural.
- Premi Colla de la Temporada: Castellers de la Vila de Gràcia i Nens del Vendrell.
- Premi Moment Casteller: 3 de 10 amb folre i manilles de la Colla Jove Xiquets de Tarragona al XXV Concurs de castells de Tarragona.
- Premi L'Aleta: Castellers de Sabadell.
- Premis de Fotografia Professional: Ariadna Brunet (1r), Mireia Comas (2n)
- Premis de Fotografia Popular: Carolina Durán (1r), Vinyet Solé (2n)
- Premis Baròmetre Casteller: Les 11 colles que han pujat de categoria al llarg de l'any 2014:
  - Colles que han accedit a la categoria de set: Castellers de Sant Vicenç dels Horts, Vailets de l'Empordà, Brivalls de Cornudella, Castellers de l'Alt Maresme i Castellers de les Roquetes
  - Colles que han accedit a la categoria de vuit: Colla Castellera de Sant Pere i Sant Pau
  - Colles que han accedit a la categoria de nou: Castellers de Sabadell
  - Colles que han accedit als castells superiors al 3 de 9 amb folre: Castellers de Sants, Xiquets de Tarragona i Castellers de Barcelona
  - Colles que han accedit a la categoria de deu: Colla Jove Xiquets de Tarragona

### X Nit de Castells (2016)
Els premiats van ser:
- Premi Trajectòria Castellera: Helena Llagostera Serra de la Colla Joves Xiquets de Valls.
- Premi Iniciativa Social: Al programa d'actuacions dels Matossers de Molins de Rei a l'Hospital Sant Joan de Déu Barcelona i a la presó, per contribuir a una funció social a través dels castells.
- Premi Plaça Castellera: Plaça de la Vila de Vilafranca del Penedès.
- Ambaixador Castells: Conselleria d'Afers Exteriors de la Generalitat de Catalunya.
- Premi Colla de la Temporada: Nens del Vendrell i Colla Castellera de Sant Pere i Sant Pau.
- Premi Moment Casteller: 4 de 10 amb folre i manilles dels Minyons de Terrassa.
- Premi L'Aleta: A NZI, l'empresa fabricant dels cascos de la canalla.
- Premi Descarregat:  Nens del Vendrell.
- Premis de Fotografia Professional: Jean Segovia (1r), Gemma Soldevila (2n).
- Premis de Fotografia Popular: Vinyet Solé (1r), Ignasi Salat (2n).
- Premis Baròmetre Casteller: Les 5 colles que han pujat de categoria al llarg de l'any 2015:
  - Colles que han accedit a la categoria de set: Pallagos del Conflent, Els Encantats de Begues i Castellers de Santpedor.
  - Colles que han accedit a la categoria de vuit: Castellers de la Sagrada Família.
  - Colles que han accedit a la categoria de nou: Nens del Vendrell.

### XI Nit de Castells (2017)
La onzena edició tingué lloc el 28 de gener de 2017 celebrada al Centre Cultural de Valls, i dirigida artísticament per Joan Font de la companyia Comediants. Hi van assistir 400 persones. L'acte es va retransmetre en directe per televisió a través de la Xarxa de Comunicació Local. Va ser presentada pel periodista Carles Cortés i va tenir com a fil conductor el tradicional lema Força, equilibri, valor i seny, amb motiu dels seus 150 anys.
- Premi Trajectòria Castellera: Pere Gassó Rosell dels Bordegassos de Vilanova.
- Premi Iniciativa Social: 'JOVErd' dels Castellers de Vilafranca.
- Premi Plaça Castellera: Plaça de la Font de Tarragona.
- Ambaixador Castells: Vídeo viral de RedBull TV del Concurs de castells de Tarragona.
- Premi Colla de la Temporada: Xiquets de Hangzhou.
- Premi Moment Casteller: 5 dies compresos entre la Festa Major de Vilanova i la Firagost, coneguda també com la setmana del retrovisor.
- Premi Descarregat: Colla Castellera de Sant Pere i Sant Pau.
- Premi a una Campanya de comunicació: Per la campanya 'Entre tots, pugem' de Colla Castellera de Sant Pere i Sant Pau.
- Premi Especial Nit de Castells 2017: Iniciativa per recuperar la Pinya a l'antiga dels Castellers de Sants.
- Premi L'Aleta: Projecte 'Jo sóc valent' dels Nens del Vendrell.
- Premis de Fotografia Professional: Gemma Soldevila (1r), Laia Solanellas (2n), Josep Pont (3r) i Joan Figueras (4t).
- Premis de Fotografia Popular: Marc Castellà (1r), Lins Griñó (2n) i Lídia Gutiérrez (3r).
- Premis Baròmetre Casteller: Les 6 colles que han pujat de categoria al llarg de l'any 2016:
  - Colles que han accedit a la categoria de set: Colla Castellera Bous de la Bisbal i Colla Castellera de la Gavarresa.
  - Colles que han accedit a la categoria de vuit: Al·lots de Llevant, Castellers de Badalona i Xiquets de Hangzhou.
  - Colles que han accedit a la categoria de nou: Xicots de Vilafranca, Xiquets de Hangzhou.

### XII Nit de Castells (2018)
La dotzena edició de la Nit de Castells es va celebrar el 27 de gener de 2018 al Centre Cultural de Valls, va comptar amb la presència de 86 colles, la participació més alta que hi havia hagut mai fins aleshores. L'acte es va retransmetre en directe per televisió a través de la Xarxa de Comunicació Local i va ser presentada pel periodista Carles Cortés. L'acte va presentar un itinerari d'imatges, so i llums sota l'eslògan de Tots els colors, tota la gent, que destacava la pluralitat i riquesa del món casteller
- Premi Trajectòria Castellera: Francesc Moreno "El Melilla" per la seva trajectòria, iniciada com enxaneta amb la Colla Vella, els Minyons de l'Arboç i els Castellers de Vilafranca i culminada amb la seva etapa com a cap de colla dels verds, entre 1995 i 2003.
- Premi Iniciativa Social: A la Colla Joves Xiquets de Valls pel menjador social que va permetre repartir 30 beques entre famílies necessitades el passat Nadal.
- Premi Plaça Castellera: Plaça del Mercadal de Reus.
- Ambaixador Castells: Al conseller de Cultura, Lluís Puig i Gordi, exiliat a Brussel·les.
- Premi Colla de la Temporada: Castellers de Sant Cugat.
- Premi Moment Casteller: El 2 de 8 sense folre descarregat per la Colla Joves a l'actuació de la Diada Nacional a la plaça del Blat.
- Premi Imatge de la Temporada: A la frase del “No afluixeu” que el casteller de la Colla Vella César Torrijos va adreçar a les autoritats que eren al balcó de l'Ajuntament a la diada de Santa Úrsula, després de descarregar el pilar de 8 amb folre i manilles.
- Premi Descarregat: Nois de la Torre.
- Premi a una Campanya de comunicació: A la Colla Jove Xiquets de Tarragona per l'espot –emmarcat en la campanya El nostre camí– que van elaborar per engrescar la colla el cap de setmana de Vilanova i Vilallonga.
- Premi Especial Nit de Castells 2018: Castellers de Madrid.
- Premi L'Aleta: Per al programa de televisió B de blau, elaborat pels més petits dels Castellers de Berga.
- Premis de Fotografia Professional: Pere Toda (1r), Jon TC (2n) i Laia Solanellas (3r).
- Premis de Fotografia Popular: Aitor Úbeda (1r), Xavi Vicente (2n) i Natàlia Masferrer (3r).
- Premi literari Els Xiquets de Valls: Pels alumnes Biel Campos i Abril Coll, tots dos del Pla de Santa Maria.
- Premis Baròmetre Casteller: Les 6 colles que han pujat de categoria al llarg de l'any 2017:
  - Colles que han accedit a la categoria de set: Esperxats de l'Estany.
  - Colles que han accedit a la categoria de vuit: Tirallongues de Manresa, Castellers de Berga i Colla Castellera Jove de Barcelona.
  - Colles que han accedit a la categoria de nou: Marrecs de Salt i Castellers de Sant Cugat.

### XIII Nit de Castells (desembre de 2018)
La tretzena edició va tenir lloc a Valls el 15 de desembre de 2018, és a dir, els premiats de la temporada 2018 van rebre els premis al final del propi any 2018 en comptes de al principi de l'any següent, com s'havia fet fins llavors.
- Premi Trajectòria Castellera: Lluís Lirón, casteller de la Colla Joves Xiquets de Valls i de les seves predecessores: la colla unificada dels Xiquets de Valls i la Muixerra de Valls.
- Premi Plaça Castellera: plaça Vella del Vendrell.
- Ambaixador Castells: A la ciutat de Barcelona com a plataforma de presentació dels castells a tots els visitants i turistes d'arreu.
- Premi Colla de la Temporada: Moixiganguers d'Igualada.
- Premi Moment Casteller: El 2 de 8 sense folre descarregat per la Colla Vella dels Xiquets de Valls al XXVII Concurs de castells de Tarragona, que va donar-los el triomf.
- Premi Imatge de la Temporada: El 4 de 9 sense folre descarregat per la Colla Joves Xiquets de Valls al Vendrell.
- Premi Descarregat: Colla Castellera de Figueres per no haver registrat cap caiguda en una temporada on han recuperat el seu millor castell.
- Premi a una Campanya de comunicació: A la Colla Jove Xiquets de Tarragona per la campanya El Concurs de les nostres vides.
- Premis de Fotografia Professional: Emilio Barruz (1r), Sergi Albertí (2n), Rodrigo Sicilia (3r), Laia Solanellas (4t), David Oliete (5è).
- Premis Baròmetre Casteller: Les 3 colles que han pujat de categoria al llarg de l'any 2018:
  - Colles que han accedit a la categoria de set: Castellers del Prat de Llobregat, Castellers de Castellar del Vallès.
  - Colles que han accedit a la categoria de nou: Moixiganguers d'Igualada.

### XIV Nit de Castells (desembre de 2019)
La catorzena edició va tenir lloc a Valls el 14 de desembre de 2019, també donant els premis corresponents als resultats de la temporada 2019.
- Premi Trajectòria Castellera: Jordi Sentís, casteller de la Colla Jove Xiquets de Tarragona.
- Premi Plaça Castellera de la temporada: plaça Vella de Terrassa.
- Ambaixador Castells: Pilarín Bayés per les seves il·lustracions castelleres al llarg de la seva trajectòria artística.
- Premi Colla de la Temporada: Xiquets de Reus.
- Premi Moment Casteller: La Diada de Santa Úrsula 2019 pels dos 3 de 9 sense folre que s'hi van veure carregats per primera vegada.
- Premi Imatge de la Temporada: El 5 de 7 íntegrament femení descarregat pels Castellers de Barcelona a Vilafranca del Penedès.
- Premi Descarregat: Xics de Granollers.
- Premi a una Campanya de comunicació: ex aequo als Castellers de Barcelona per la campanya del seu 50è aniversari i a la Colla Joves Xiquets de Valls per la campanya Amb la il·lusió de la primera vegada.
- Premis de Fotografia Professional: Mireia Comas (1r), Arnau Montoya (2n), Gemma Soldevila (3r) i Pau Venteo (4t). Accèssit a Josep Pont.
- Premis de Fotografia Popular: Cristian Muñoz (1r), Esteve Moles (2n), Paula Sans (3r) i Mar Díaz (4t).
- Premis Baròmetre Casteller: 
  - Colles que han accedit a la categoria de set: Castellers de Mediona.
  - Per recuperar els set pisos després de més de tres anys: Colla Jove Xiquets de Vilafranca.

### XV Nit de Castells (2021)
La quinzena edició es va fer a Valls el 12 de juny de 2021. Amb l'aturada castellera causada per la Pandèmia de COVID-19, no es podien donar premis basats en resultats castellers, així que es van incorporar de forma excepcional altres tipus de premis.
- Premi Trajectòria Castellera: Juan Romero, «Juanacho», casteller i antic cap de colla de la Colla Vella dels Xiquets de Valls.
- Ambaixador Castells: Adifolk per la seva divulgació i difusió dels castells arreu d'Europa.
- Premi a una Campanya de comunicació: A la campanya Tornarem realitzada a l'inici de la pandèmia per les colles internacionals, concretament Castellers de Sydney, Koales de Melbourne, Castellers de Berlín, Xiquets de Copenhaguen, Colla Castellera d'Edinburgh, Castellers of London, Castellers de París, Castellers d'Andorra, Castellers de Madrid, Castellers de Montreal i Castellers de Lo Prado.
- Premis de Fotografia Professional, a les millors fotografies de la dècada 2010-19: Lins Griñó (1r), Clàudia Sauret (2n), Lins Griñó (3r) i Albert Nel·lo (4t). Accèssit a Marc Lladó.
- Premi Iniciativa social en temps de pandèmia: Al rebost solidari dels Castellers de la Vila de Gràcia.
- Premi especial Nit de Castells 2021: A la gent gran, com a col·lectiu que més ha patit els efectes del COVID-19. Com a representació del col·lectiu, es va personalitzar en un grup de castellers ancians que la Revista Castells havia ajuntat precisament abans de la pandèmia, el desembre del 2019, format per Lluís Liron (Colla Joves Xiquets de Valls), Sendo Anguera (Colla Vella dels Xiquets de Valls), Francesc Moreno Melilla (Castellers de Vilafranca), Mariano Borrero (Xiquets de Tarragona), Marcel·lí Güixens (Nens del Vendrell) i Joan Vallès (Minyons de l'Arboç).

### XVI Nit de Castells (2023)
La setzena edició va tenir lloc a Valls el 4 de febrer de 2023, conduïda pels periodistes Carles Cortés i Aina Mallol, produïda per TAC 12 i emesa per La Xarxa de Comunicació Local.
- Premi Trajectòria Castellera: Quim Vilafranca, casteller dels Xiquets de Reus.
- Premi Plaça Castellera de la temporada: Tarraco Arena Plaça de Tarragona.
- Ambaixador Castells: Fundació Pau Casals pels 50 anys de la mort de Pau Casals personalitat molt vinculada al món casteller.
- Premi Colla de la Temporada: Moixiganguers d'Igualada.
- Premi Moment Casteller: El pilar de 9 amb folre, manilles i puntals carregat pels Castellers de Vilafranca a la Diada de Tots Sants de 2022.
- Premi Imatge de la Temporada: La canalla del món casteller, en un any de represa castellera després de la Pandèmia de COVID-19.
- Premi Descarregat: Castellers de Mollet, que només han caigut un cop el 2022 i han assolit en dues vegades la seva millor actuació històrica.
- Premi a una Iniciativa social: Als responsables dels equips mèdics i sanitaris de totes les colles castelleres.
- Premi Especial Nit de Castells 2023: Als 30 anys del primer castell de gamma extra per part dels Minyons de Terrassa.
- Premis Baròmetre Casteller: 
  - Colles que han accedit a la categoria de set: Castellers de Sarrià.
  - Colla més completa de castells de 9: Castellers de Vilafranca.
  - Colla més completa de castells de 8: Moixiganguers d'Igualada.
  - Colla més completa de castells de 7: Castellers d'Esplugues.
  - Colla més completa de castells de 6: Margeners de Guissona.

### XVII Nit de Castells (2024)
La dissetena edició es va fer a Valls el 26 de gener de 2024. Presentada per Carles Cortés i Aina Mallol, es va retransmetre per 26 canals de televisió local de La Xarxa i va tenir com a fil conductor el centè aniversari del naixement de Pere Català Roca.
- Premi Trajectòria Castellera: Amaia Comas, castellera dels Minyons de Terrassa.
- Premi Plaça Castellera de la temporada: plaça del Vi de Girona.
- Ambaixador Castells: L'editorial Cossetània Edicions per la publicació de l'Enciclopèdia Castellera.
- Premi Colla de la Temporada: Castellers d'Altafulla per haver descarregat el seu primer 2 de 7 i una àmplia gamma de castells de 7.
- Premi Moment Casteller: El pilar de 8 amb folre i manilles descarregat pels Colla Joves Xiquets de Valls a Altafulla.
- Premi Imatge de la Temporada: Al 9 de 9 amb folre carregat pels Castellers de Vilafranca a la Diada de Tots Sants 2023.
- Premi Descarregat: Capgrossos de Mataró, per la recuperació dels castells de gamma extra, sense cap caiguda en tot el 2023.
- Premi a una Iniciativa social: Al projecte Fem Pinya dels Nens del Vendrell de suport social a col·lectius en risc.
- Premis de fotografia Pere Català Roca: David Oliete.
- Premi Especial Nit de Castells 2023: Al Museu Casteller per haver culminat el projecte iniciat fa 50 anys per part de Pere Català i Roca.
- Premis Baròmetre Casteller: 
  - Colles que han accedit a la categoria de set: Castellers de l'Esquerra de l'Eixample i Castellers del Foix.
  - Colla més completa de castells de 9: Castellers de Vilafranca.
  - Colla més completa de castells de 8: Moixiganguers d'Igualada.
  - Colla més completa de castells de 7: Colla Jove de Barcelona.
  - Colla més completa de castells de 6: Castellers de Santpedor.